# Kazimierz bytomski
Kazimierz bytomski (ur. pomiędzy 1253 a 1257, zm. 10 marca 1312) – razem z bratem Bolkiem I książę opolsko-bytomski 1281/1282–1284, samodzielny książę bytomski 1284–1312 (w Koźlu i Toszku do 1303).

## Życiorys
Kazimierz był drugim pod względem starszeństwa synem Władysława opolskiego i księżniczki wielkopolskiej Eufemii. Nie wiadomo kiedy dokładnie się urodził. W każdym razie w arkana wielkiej polityki był już wdrażany za życia ojca. W 1264 r. Kazimierz został pasowany na rycerza przez króla Przemysła Ottokara II, odtąd widzimy późniejszego księcia bytomskiego razem ze starszym bratem Bolkiem stale przy ojcu. 
Kazimierz zawarł, najpóźniej ok. 1278 roku, związek małżeński z nieznanego pochodzenia Heleną. Analizując jednak jej imię, a zwłaszcza imiona ich potomstwa (Siemowit, Jerzy, Maria) – pierwsi Piastowie śląscy o tych imionach – można przypuszczać ruskie pochodzenie żony Kazimierza (istnieją również hipotezy litewskiego względnie czeskiego pochodzenia). Helena mogła być córką księcia Lwa I Halickiego i siostrą księcia halickiego Jerzego I, zaś jej dwaj synowie – Siemowit i Jerzy – byli tymi dwoma braćmi ze Śląska, którzy na przełomie lat 1324–1325 zasiedli na tronie halicko-wołyńskim. 
Po śmierci ojca w 1281 lub 1282 r. początkowo Kazimierz panował wspólnie z Bolkiem I, jako tzw. bracia niedzielni. Do rozdziału kompetencji doszło jednak już w 1284 r., kiedy Kazimierz objął rządy nad księstwem bytomskim, z głównymi grodami w Bytomiu, Koźlu, Toszku, Gliwicach i Siewierzu.

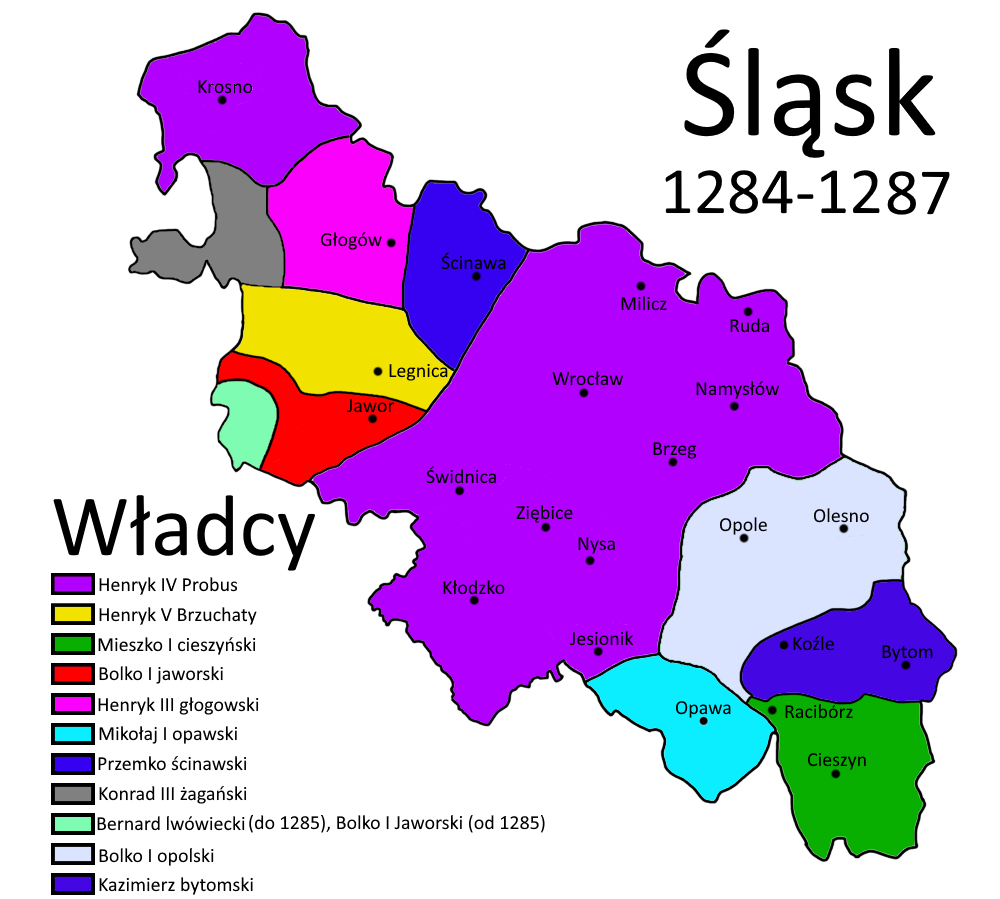
Księstwo bytomskie pod panowaniem Kazimierza w latach 1284–1303 (granatowy (jaśniejszy) kolor

Niewiele wiadomo o samodzielnych rządach Kazimierza. Na pewno pod koniec lat osiemdziesiątych poparł razem z braćmi (z Mieszkiem cieszyńskim i Przemysławem raciborskim (bowiem Bolko w opozycji do najbliższej rodziny niespodziewanie poparł księcia wrocławskiego) w konflikcie biskupa wrocławskiego Tomasza II Zaremby z Henrykiem IV Probusem tego pierwszego narażając swoje księstwo na odwetowe wyprawy dolnośląskiego władcy. Przyczyn złych stosunków Piastów raciborskich z Henrykiem Probusem należy szukać w fakcie odtrącenia i wysłania z powrotem do domu nieznanej z imienia siostry książąt, dotychczasowej małżonki księcia wrocławskiego. Powodów tego stanu rzeczy nie znamy, prawdopodobnie chodziło o fakt podejrzeń o bezpłodność małżonki.
W 1285 doszło do buntu rycerstwa małopolskiego przeciwko Leszkowi Czarnemu. Możni pragnęli oddać tron krakowski Konradowi II czerskiemu. Pewną rolę mógł odegrać w tych wydarzeniach książę Kazimierz, gdyż od Leszka Czarnego otrzymał w tym czasie wieś Psary. Książę bytomski albo był brany przez część buntowników za alternatywnego kandydata do tronu i stąd darowizna Leszka (aby ten zachował neutralność); albo ratujący się ucieczką na Węgry książę krakowski chciał uzyskać w ten sposób neutralność Kazimierza czy nawet sojusz z nim.
Złe stosunki z Henrykiem Probusem przyniosły wkrótce znacznie większe nieszczęście. 10 stycznia 1289 r. Kazimierz bytomski, jako pierwszy z książąt śląskich złożył w Pradze hołd lenny Wacławowi II. Także w stosunku do tego faktu nie znamy bezpośrednich argumentów Kazimierza, które skłoniły go do tak radykalnego kroku. W każdym razie śladem wyłomu dokonanego przez księcia bytomskiego podążyli wkrótce jego bracia (część historyków podejrzewa, że mogło chodzić o fakt naruszenia terytorium księstwa przez wojska Henryka IV Probusa i Bolesława II mazowieckiego podczas walk o Kraków, zobacz hasło: bitwa pod Siewierzem).
W latach następnych widzimy Kazimierza jako wiernego sojusznika Wacława II w jego polityce na ziemiach polskich, choć ścisła współpraca z Pragą nie przyniosła mu żadnych widocznych profitów (m.in. możemy stwierdzić obecność Kazimierza podczas wyprawy czeskiej na Sieradz w 1292 r., czy koronacji praskiej w 1297 r.).

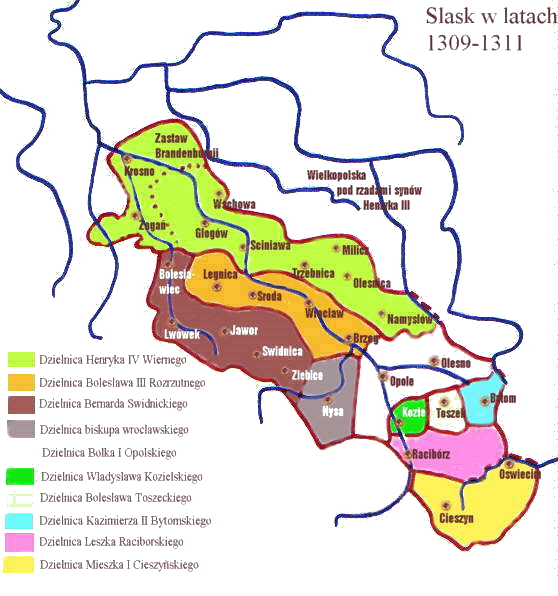
Księstwo bytomskie pod panowaniem Kazimierza w latach 1303–1312 (niebieski kolor)

W 1303 r. Kazimierz zdecydował się wydzielić swoim dorastającym synom własne dzielnice, co dodatkowo przyczyniło się do zmniejszenia znaczenia i tak już niewielkiego państewka (starszy Bolesław otrzymał wówczas Toszek, zaś młodszy Władysław Koźle).
Po 1306 r. nastąpiło zerwanie zależności lennej od Czech, na skutek wymarcia na Wacławie III dynastii Przemyślidów. Od tego momentu widzimy zmianę w polityce zagranicznej Kazimierza, który związał się bliżej z nowym księciem krakowskim Władysławem Łokietkiem. Wyraziło się to choćby poprzez ślub jeszcze w 1306 r. córki Kazimierza Marii z królem węgierskim Karolem Robertem, co na pewno podniosło znacznie prestiż księstwa.
W polityce wewnętrznej widzimy Kazimierza jako opiekuna kościoła. Szczególnie upodobał sobie bożogrobców z Miechowa, których obdarzył licznymi przywilejami. Dbał również o obronność księstwa budując dość sporych rozmiarów zamek w Bytomiu i otaczając miasto murami. Dochody na swoje inwestycje czerpał z rozwijanych intensywnie kopalń srebra pod Bytomiem.
Kazimierz zmarł 10 marca 1312 pozostawiając po sobie z małżeństwa z Heleną pięciu synów (Bolesława, Władysława, Mieszka, Siemowita i Jerzego), którzy doprowadzili do ostatecznego upadku znaczenia księstwa, oraz córkę Marię, żonę węgierskiego Karola Roberta. Nie wiadomo, gdzie został pochowany, można tylko przypuszczać, że stało się to w rodowym klasztorze w Czarnowąsach pod Opolem, hojnie również przez Kazimierza wspieranym.